# Maruša Černjul
Maruša Černjul, slovenska atletinja, * 30. junij 1992, Celje.
Maruša Černjul je za Slovenijo nastopila na atletskem delu Poletnih olimpijskih iger 2016 v Riu de Janeiru in osvojila 21. mesto v skoku v višino.